# Aminotransferasa

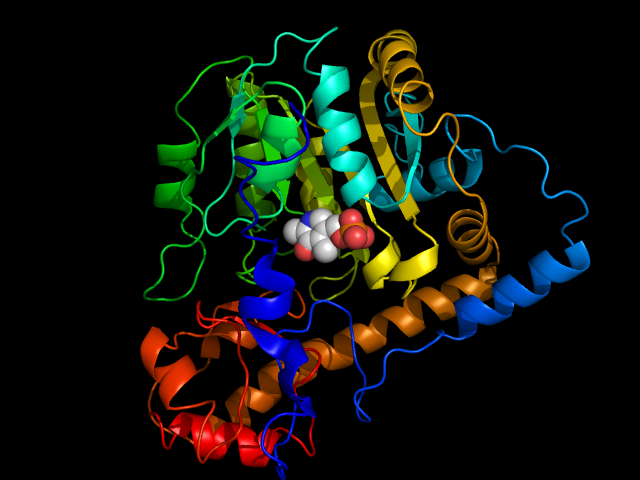
Aminotransferasa.

Les aminotransferases (o transaminases) són un conjunt d'enzims del grup de les transferases, ja que transfereixen grups amino des d'un metabòlit a un altre, generalment aminoàcids. Aquests enzims són induïbles, perquè la seva activitat pot augmentar per l'acció de diverses hormones com la tiroxina o els glucocorticoides, la seva reacció és lliurement reversible i la seva constant d'equilibri és a prop a la unitat.
La transaminació és molt important per: 
- La síntesi d'aminoàcids no essencials.
- La degradació de la majoria dels aminoàcids. La transaminació no és possible amb els aminoàcids lisina i treonina.
- Intercanvi de grups amino entre molècules que no són aminoàcids.

Les transaminases necessiten un coenzim anomenat piridoxal fosfat (derivat de la piridoxina o vitamina B6) per exercir la seva funció; actua com a transportador del grup amino entre els substrats, alternant la seva estructura entre la forma aldehídica (piridoxal) i la forma amines (piridoxamina). El piridoxal fosfat s'uneix a les transaminases a través de l'amino èpsilon d'un residu de lisina, i durant la reacció és transferit a l'aminoàcid amb formació d'una base de Schiff, a partir d'aquest compost es produeixen les modificacions químiques que condueixen a la transaminación.
Les principals aminotransferases són les hepàtiques com l'AST (en anglès: aspartate transaminase, també anomenada serum glutamic oxaloacetic transaminase -SGOT-) i l'ALT (en anglès: alanine transaminase, també anomenada serum glutamate-pyruvate transaminase -SGPT-), que augmenten en associació a diverses malalties. De vegades, el tipus específic d'aminotransferasa elevada suggereix l'òrgan afectat per la seva relativa abundància en ell.

## Nivell de transaminases en sang
Els nivells de transaminases en sang s'utilitzen com a indicador per detectar possibles patologies en les funcions del fetge. Les malalties hepàtiques, com l'hepatitis, la cirrosi, el fetge gras (esteatopatia alcohòlica i no alcohòlica), quists o tumors al fetge o obstruccions greus de la via biliar poden provocar una elevació important dels nivells de les transaminases en sang.
Malalties hepàtiques -hepatitis vírica o no vírica, cirrosi- provoquen un augment notable de l'aspartat-aminotransferasa (AST) al plasma sanguini, mentre que en un infart de miocardi es produiria llavors un increment més marcat de l'alanina-aminotransferasa (ALT). També alguns fàrmacs, la diabetis o alteracions tiroidals poden provocar unes ALT i/o AST augmentades.